# 柴野嵩大
柴野 嵩大（しばの たかひろ、1993年11月29日 - ）は、日本の元男性声優、俳優。北海道当別町出身。最終所属先はアーツビジョン。

## 経歴
北海道大学文学部卒業。大学時代は演劇サークル「劇団しろちゃん」に所属し、以後多数の舞台に出演した。2014年の時点では演劇歴は1年半であった。大学の寮でブルガリアからの留学生にアニメ文化を逆輸出されたのをきっかけに京都アニメーションのアニメ作品に熱中し、舞台役者から声優へと志望変更した。
オフィスティンブルを経て、日本ナレーション演技研究所卒業。
舞台出演の傍ら、アーツビジョンに所属後には声優活動も開始した。Amazonで発売されている書籍のAudibleサービスでは多数のナレーションを担当している。
『リモート☆ホスト』は初めて1か月かけて収録する仕事であった。
2024年12月27日を以て声優業を廃業することがアーツビジョン公式サイトにて発表された。

## 人物
趣味は囲碁、寄席通い、読書、シャンソン鑑賞、日記。特技は落語、英語、口笛、水泳、バスケットボール。
方言は北海道弁。

## 出演

### テレビアニメ
2020年
- 痛いのは嫌なので防御力に極振りしたいと思います。（観戦者D、プレイヤー6、魔法使いA、男性客、生徒 他）
- 文豪とアルケミスト 〜審判ノ歯車〜
- 恋とプロデューサー〜EVOL×LOVE〜（戦闘員）
- ツキウタ。 THE ANIMATION2（友人A、ディレクター）

2021年
- 名探偵コナン（2021年 - 2023年、社員、店員）
- クレヨンしんちゃん（2021年 - 2024年、イケメンA、観客A、警官、店員 他）
- SCARLET NEXUS
- ドラえもん（テレビ朝日版第2期）（2021年 - 2024年、観客③、助監督、店主、のっぺらぼう、作業員③）

2022年
- 天才王子の赤字国家再生術（男2）
- 失格紋の最強賢者（魔族C）
- 勇者、辞めます（科学者B）
- 忍たま乱太郎（ドクタケ忍者）

2023年
- レベル1だけどユニークスキルで最強です（客）
- AIの遺電子（スタッフ）

2024年
- ゆびさきと恋々（車内アナウンス、サラリーマン）
- BEYBLADE X（記者）
- デリコズ・ナーサリー（血盟警察、料理人）
- 2.5次元の誘惑（カメコB）

2025年
- 外れスキル《木の実マスター》 〜スキルの実（食べたら死ぬ）を無限に食べられるようになった件について〜（切り裂かれるアンデッド）
- 紫雲寺家の子供たち（吊橋の男）
- GUILTY GEAR STRIVE: DUAL RULERS（キャスター）
- 日々は過ぎれど飯うまし（ゾンビ）

### OVA
- ゴールデンカムイ（2020年、アイヌの男たち） - コミックス第23巻アニメDVD同梱版

### Webアニメ
- バトルスピリッツ ミラージュ（2021年、従者B）

### ゲーム
- ファンタシースターオンライン2 es（2019年）
- WAR OF THE VISIONS ファイナルファンタジー ブレイブエクスヴィアス 幻影戦争（2019年）
- この素晴らしい世界に祝福を！ファンタスティックデイズ（2020年）
- 信長の野望 出陣（2023年 - 、太田資正[17]、羽柴秀長[18]、前田利家[19]）

### ドラマCD
- 声優男子ですが…?
- 魔神英雄伝ワタル 七魂の龍神丸 オーディオドラマ「咲き誇れ、奇跡の龍樹!」（男の獣人〈イヌ〉、ドケドケ社員）

### 吹き替え

#### 映画
- ブラッドショット（海兵隊員③）

#### アニメ
- ロック・ドッグ
- 龍族 -The Blazing Dawn-（2024年、学生、研究員）

### ラジオドラマ
- FMシアター「海の先生、山の先生」（鈴木浩太）

### ナレーション
Audible
- SDGsが生み出す未来のビジネス
- ゴミ人間 日本中から笑われた夢がある
- THE LEADER’S GUIDE リーンスタートアップ式 新時代の組織を作る方法 超実践編
- 上京物語 僕の人生を変えた、父の五つの教え
- 証言　羽生世代
- 世界史とつなげて学ぶ　中国全史
- 独学大全 絶対に「学ぶこと」をあきらめたくない人のための55の技法
- 脳の大統一理論: 自由エネルギー原理とはなにか
- 脳を司る「脳」　最新研究で見えてきた、驚くべき脳のはたらき
- ミクロ経済学入門の入門
- 恋愛成仏レストラン〜涙に効く魔法のレシピ〜vol.1

### デジタルコミック
- やらしい裏アカくんはさみしがり（2022年、想像のおじさん2、スタッフ2、AD[20]）
- 愛追うふたり（2022年、男子大学生A、男性客B）[21]

### 朗読劇
- モノクロームのシンデレラ（2024年[22]）

### その他コンテンツ
- リモート☆ホスト（てん星）

## ディスコグラフィ

### キャラクターソング
| 発売日         | 商品名                                                  | 歌                                     | 楽曲                          | 備考                      |
| -------------- | ------------------------------------------------------- | -------------------------------------- | ----------------------------- | ------------------------- |
| 2021年12月15日 | リモート☆ホスト Club Saturno No.5 てん星                | てん星（柴野嵩大）                     | 「旋律のFate」 「ゲラメキユ」 | 『リモート☆ホスト』関連曲 |
| 2021年12月15日 | リモート☆ホスト Club Saturno's Collection               | Saturno 5                              | 「ゲラメキユ」                | 『リモート☆ホスト』関連曲 |
| 2021年12月15日 | リモート☆ホスト Club Saturno's Collection               | Venere 5、Saturno 5                    | 「ゲラメキユ」                | 『リモート☆ホスト』関連曲 |
| 2022年6月15日  | ガチンコ                                                | Saturno 5                              | 「ガチンコ」                  | 『リモート☆ホスト』関連曲 |
| 2022年12月7日  | リモート☆ホスト Club Saturno No.4 てん星「Green Green」 | てん星（柴野嵩大）                     | 「Green Green」               | 『リモート☆ホスト』関連曲 |
| 2023年12月6日  | リモート☆ホスト デュエットCD⑤ 「マボロシじゃなくて」    | てん星（柴野嵩大）、愛抱夢（柏崎隼史） | 「マボロシじゃなくて」        | 『リモート☆ホスト』関連曲 |

### ユニットメンバー
1. 1 2 3  小林節、安田陸矢、小池貴大、山本智哉、柴野嵩大
2. ↑  坂田将吾、田邊幸輔、柏崎隼史、岡野友佑、石井孝英